# Witte von Schwanenberg

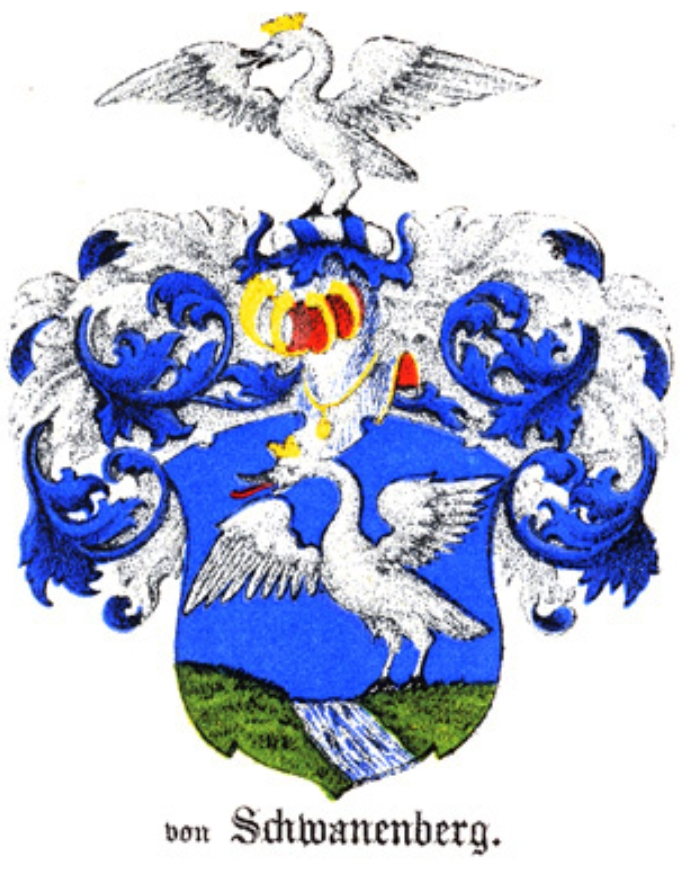
Wappen der Witte von Schwanenberg (1652)

Witte von Schwanenberg (auch Svanberg; Svanenberg, von Schwanberg o. ä.) ist der Name einer 1652 geadelten Linie des Rigaer Ratsherrengeschlechts Witte, das neben den Ältesten der Großen Gilde auch bekannte Schriftsteller, Historiker sowie Hofräte und Militärpersonen in schwedischen und russischen Diensten hervorbrachte.

## Geschichte
Heinrich Witte, Ältester der großen Gilde in Riga und Bergrat in Schweden, erhielt den schwedischen Adelstand ohne Introduktion in die Ritterschaft mit Prädikat vom 13. Oktober 1652. Er entstammte der alten hanseatisch/rigaschen Familie Witte, aus der Ratsherren und Bürgermeister hervorgegangen waren und von der auch die Geschlechter Witte von Nordeck und Witte von Lilienau abstammen. Sein Sohn Heinrich Witte von Schwanenberg († 1710) war ab 1658 Ratsherr zu Riga, 1679 Ratssekretär, 1707 Vizepräses des Dörptschen Hofgerichts und Besitzer der Güter Wohlershof (heute Stadtgebiet Riga), Bebberbeck (Stadtgut Gemeinde Babbit) und Birkenhof (Stadtgebiet Riga).
Einer von dessen Söhnen, Heinrich (* 1681; † 1751), geriet als schwedischer Major in russische Gefangenschaft, wurde dann Arrendator auf Lemburg im Jahre 1745 und wurde 1747 in die Matrikel der Livländischen Ritterschaft unter der Nr. 135 eingetragen. Dessen Abkömmlinge waren kaiserlich-russische Militärs, wobei Hermann Gustav (* 1716) als Generalmajor hervortrat. Einzig von Oberstleutnant Nikolaus (* 1724) stammen Nachfahren, die vermutlich in den russischen Freiherrenstand erhoben wurden. Nach Gritzner war Leopold Witte von Schwanenberg der letzte Namensträger und lebte noch 1805, jedoch scheinen Nachfahren in Russland zu existieren.

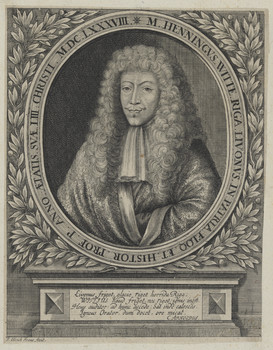
Henning Witte (Krauß 1688)

## Personen und Filiation (Auszüge)
- Johann Witte, der Dithmarscher, Kaufmann und Ältester der Großen Gilde zu Riga; ⚭ Anna von Ramm, Tochter des Thomas Ramm, Münzmeister in Riga ca. 1520, Große Gilde 1543 (verwandt mit Thomas von Ramm († 16. Februar 1631) Münzmeister, 1619 Obervogt in Riga), Enkelin des Diedrich von der Heyden gnt. Gelden
  - Henning Witte (* 26. Februar 1634 in Riga; † 22. Januar 1696 ebenda), Pädagoge und Literaturhistoriker
  - Johann Witte (* 1614 in Riga; † 27. August 1657 ebd.), Gesandter Rigas am königlich schwedischen Hof, Historiker und Archivar
- Johann (Hans) Witte (* um 1545 in Riga; † 1. November 1623 ebd.), Kaufmann, 1622 Ratsherr; ⚭ (I) Elisabeth Böcker († Oktober 1609); ⚭ (II) Anna Dassel († n. 1633)[4]
  - Eberhard Witte († 30. Juli 1657 in Riga), 1654 Ratsherr in Riga[5]
  - Hermann Witte (* um 1596 in Riga; † Mai 1640 in Reval), Major, 1633 Sekretär und Landrevisor in Estland, Assessor im Revaler Burggericht; ⚭ Anna von Lohn aus Reval
    - Hermann Witte von Nordeck (* 1652; † 1710), Ratsherr 1689, Stadtsekretär und Ratsvorstand in Riga, am 26. Mai 1690 geadelt als Witte von Nordeck[6], 1709 Bürgermeister von Riga, führte nebst dem Quartierherrn Johann von Reutern und den Aelterleuten Vegesack und Frobrich 1710 im russischen Lager Kapitulationsverhandlungen vor der Übergabe der Stadt, † 1710 ebd. an Pest[7]
      - Johann Peter Witte von Nordeck, immatrikuliert 30. September 1701 an der Universität Rostock[8]
      - Herrman Claudius Witte von Nordeck (* 22. Juli 1683 Riga; † 19. August 1736 Uexküll), Ratsherr zu Riga 1714, sodann Obervogt und ab 21. Januar 1732 Bürgermeister von Riga[9]

    - Georg Sigismund Witte (* 7. September 1629 in Reval; † 31. Oktober 1677 ebd.); ⚭ Margaretha von Straelborn
      - Anna Witte (* 1655 Reval; † 1710 ebd.); ⚭ Ewert von Renteln († April 1699 in Reval)

  - Hans Witte († 20. Juli 1652 in Riga), Ratsherr ebd.
  - Hinrich Witte (* um 1585 in Riga; † 1645 ebd.)
    - Elisabeth (* 1620 Riga; † 21. Mai 1650 ebd.); ⚭ zu Riga 25. Mai 1646 Joachim Kippe, 1651 Leyonfeldt (* um 1612 in Riga; † 26. Juli 1652 in Kexholm)
      - N. von Leyonfeld (* ca. 1646); ⚭ 1661 Christian Kruse, römisch-kaiserlicher Resident am schwedischen Königshof

    - Heinrich Witte († 20. Mai 1658), 1652 von Schwanenberg, Ältester der großen Gilde in Riga und oberster Bergrat in Livland; ⚭ Margarethe von Barnecken
      - Elisabeth Witte von Schwanenberg (* 1644 in Riga; † 18. April 1709 ebd.); ⚭ Melchior von Dreyling (* 1623 Riga; † 24. Mai 1682 ebd.), 1666 Bürgermeister von Riga
      - Heinrich Witte von Schwanenberg (* 1647 in Riga; † 1710 an Pest ebd.), 1658–97 Ratsherr zu Riga, 1679 Ratssekretär zu Riga, Landrichter des Wendenschen Kreises und Livländischer Hofrat, 1707 Vicepräses des Dörptschen Hofgerichts, Besitzer der Güter Wohlershof, Bebberbeck und Birkenhof; ⚭ um 1680 Helena (* 2. Mai 1664 Riga; † 25. Dezember 1693 ebd.) Tochter des Hermann Samson von Himmelstjerna und der Katharina Helmes
        - Catharine Witte von Schwanenberg (1682–1730); ⚭ Otto Christoph von Richter
        - Nicolaus Witte von Schwanenberg (* 1687; † 16. November 1714 Riga)[10], Assessor, unvermählt
        - Hermann Heinrich (Friedrich) Witte von Schwanenberg (* 27. Januar 1680 Riga; † 6. Februar 1714), Assessor, unvermählt
        - Heinrich Witte von Schwanenberg (* 1681 Riga; † 1751 Lemburg), als schwedischer Rittmeister der Dücker-Dragoner 1709 in russ. Gefangenschaft in Perevolutina, 1722 Major, 1747 in die Livländische Adelmatrikel unter Nr. 135 eingetragen, Arrendator auf Lemburg bis 1751; ⚭ 1713 in Werkaturie/Tobolsk Dorothea Helena Apolloff, Tochter des Rittmeisters Wasili v. Apolloff und der N. von Bieswang
          - Carl Heinrich Witte von Schwanenberg (* 1714, † 1761), russischer Oberst
          - Hermann Gustav (* 1716), russischer Generalmajor
          - Nicolaus (* 1724), russischer Oberstleutnant, ein Sohn
          - Magnus Ludwig (* 1730)
          - Heinrich Wilhelm (* 1736), Oberst, drei Töchter[11]

  - (aus II.) Nikolaus Witte von Lilienau (* 6. Dezember 1618 in Riga; † 5. Januar 1688 ebd.), Mediziner und Erster Stadtphysikus in Riga, 1666 geadelt als von Lilienau[12]; ⚭ Gertruda von Höveln (* um 1635; † um 1678 Riga), Tochter des Johann von Höveln
    - Johann Witte von Lilienau (* 1653 in Riga; † 28. März 1679 ebd.), gelehrter Reisender und Dichter[13]
    - Christina Charlotta Witte von Lilienau (* 1671, † 25. Februar 1746); ⚭ Johan von Wulff, Oberstleutnant[14]

  - Jakob Witte, Hauptmann im Russisch-Schwedischen Krieg um 1656, übernimmt Wappen und Adelsnamen vom Stadtphysikus Nikolaus Witte von Lilienau wegen dessen fehlender Deszendenz im Mannesstamm, Adelsbestätigung 8. Juli 1685 als Witte von Lilienau[15][16]
    - N.N. Witte von Lilienau, schwedischer Leutnant in Stettin 1685
    - N.N. Witte von Lilienau, Korporal in Lichtons Regiment, gefallen in Skåne

## Wappen
Blasonierung: Schild: blau, darin stehend, gekrönt, flugbereit auf grünen, nach rechts ansteigenden Boden (über den schräg rechts ein silberner Strom läuft) ein silberner Schwan. Helm: (blausilbern-bewulstet): Der Schwan wie im Schild ohne Boden. Decken: blausilbern.
Weitere Wappendarstellungen:

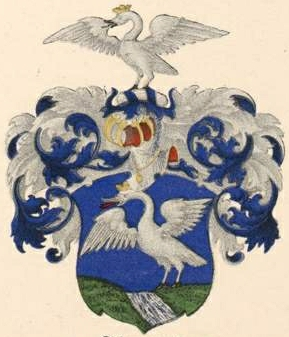
nach Klingspor, Baltisches Wappenbuch 1882
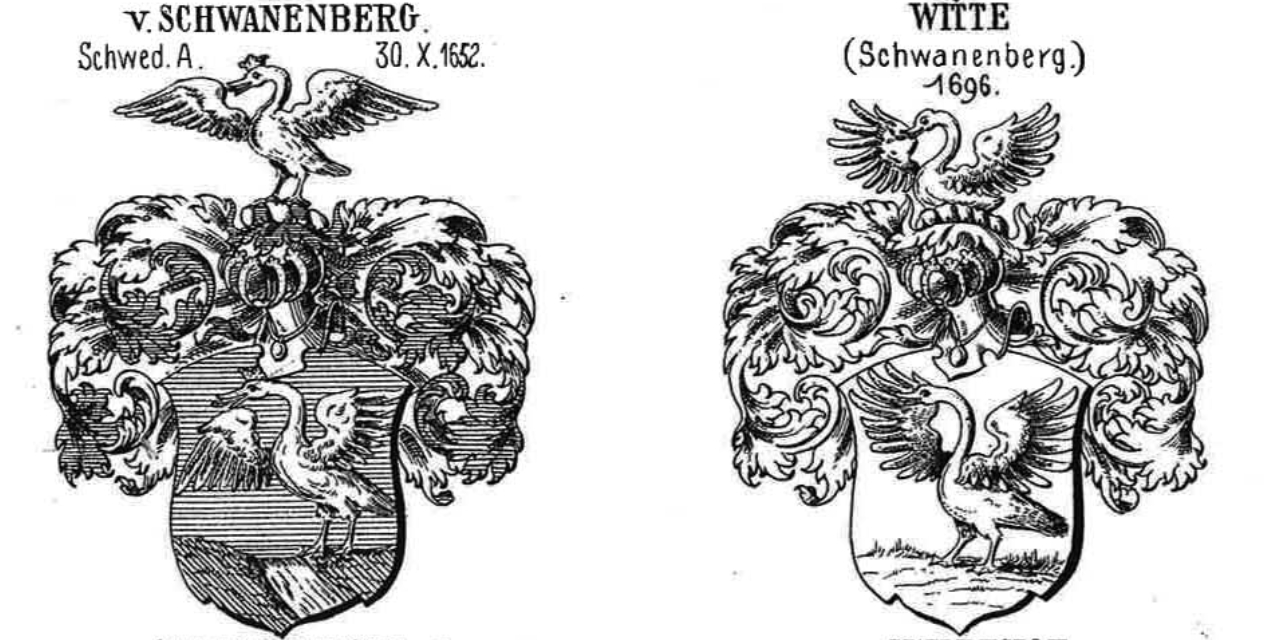
nach Gritzner, Siebmachers Wappenbuch 1898
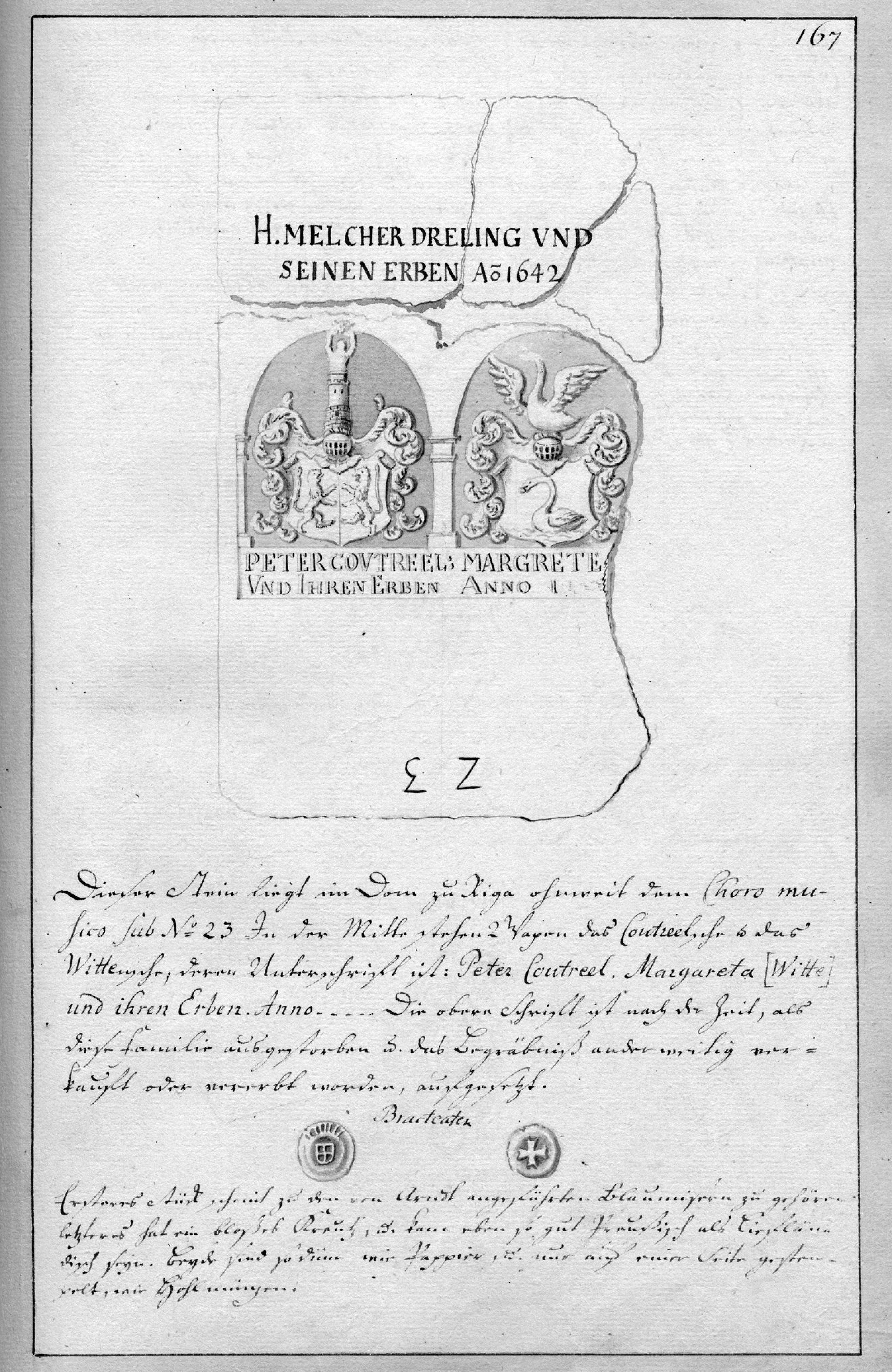
Grabstein Margarete Witte, im Dom zu Riga (vor 1642)
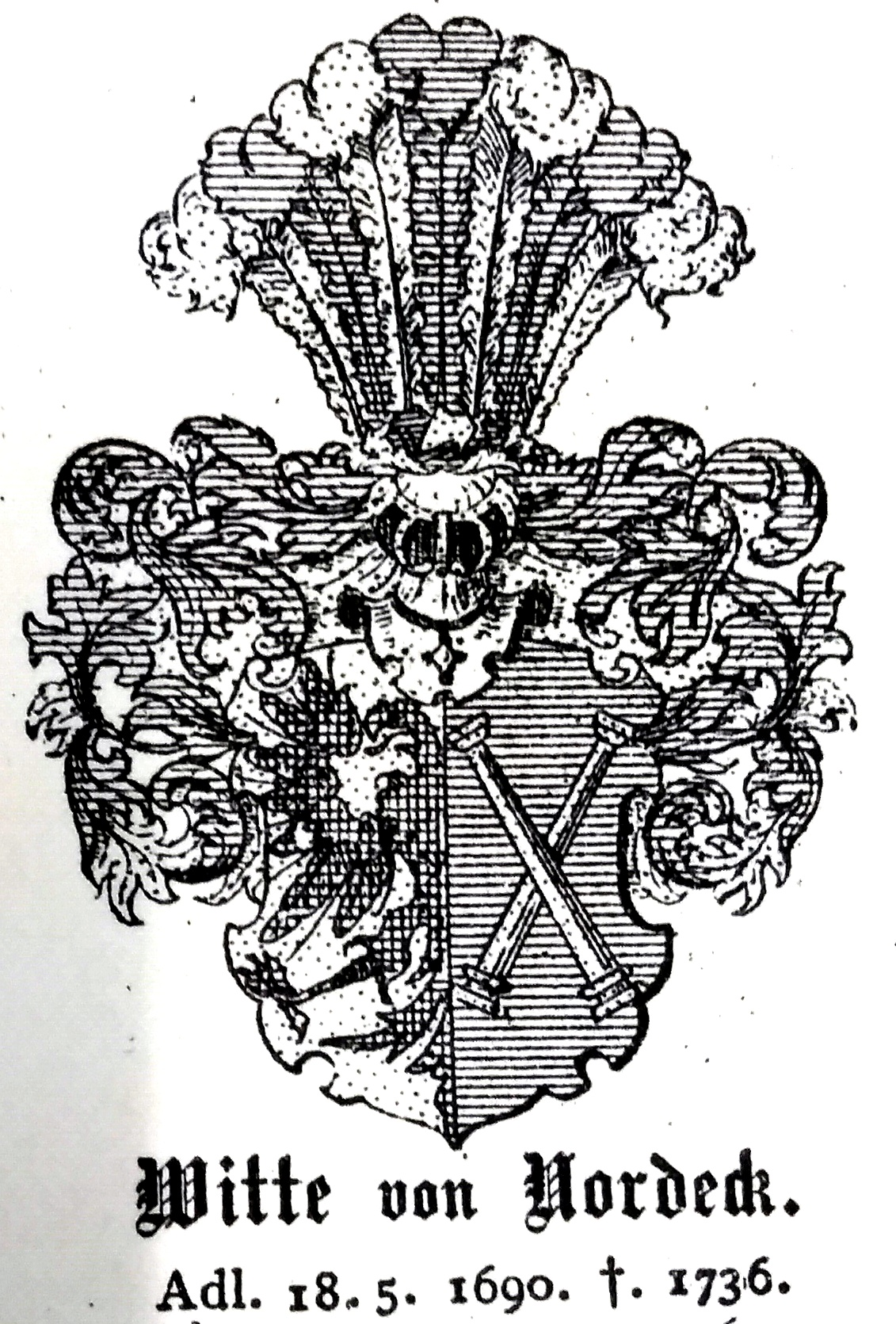
Witte von Nordeck, 1690 (erloschen 1736)
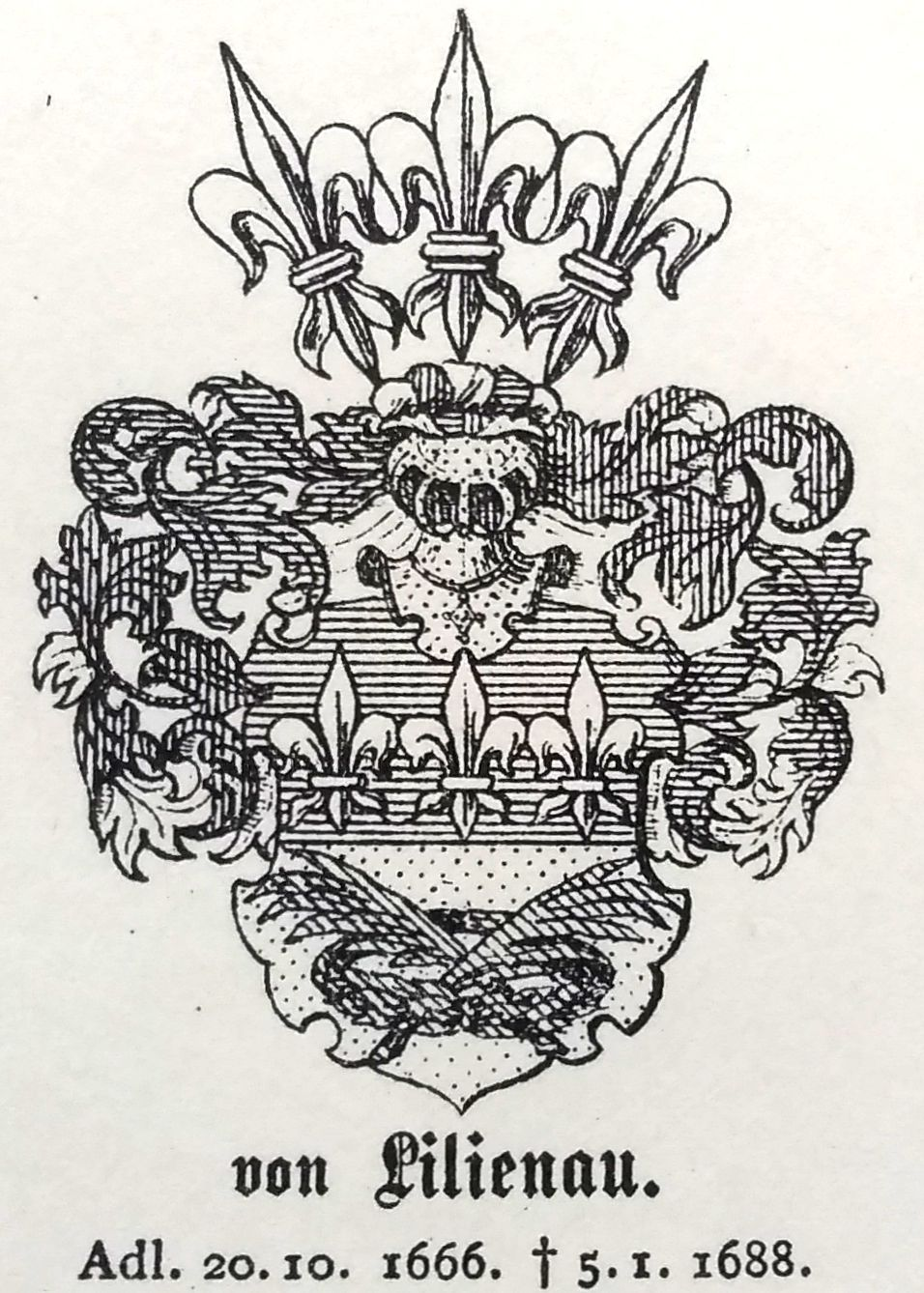
Wappen derer von Lilienau (1666–1688)
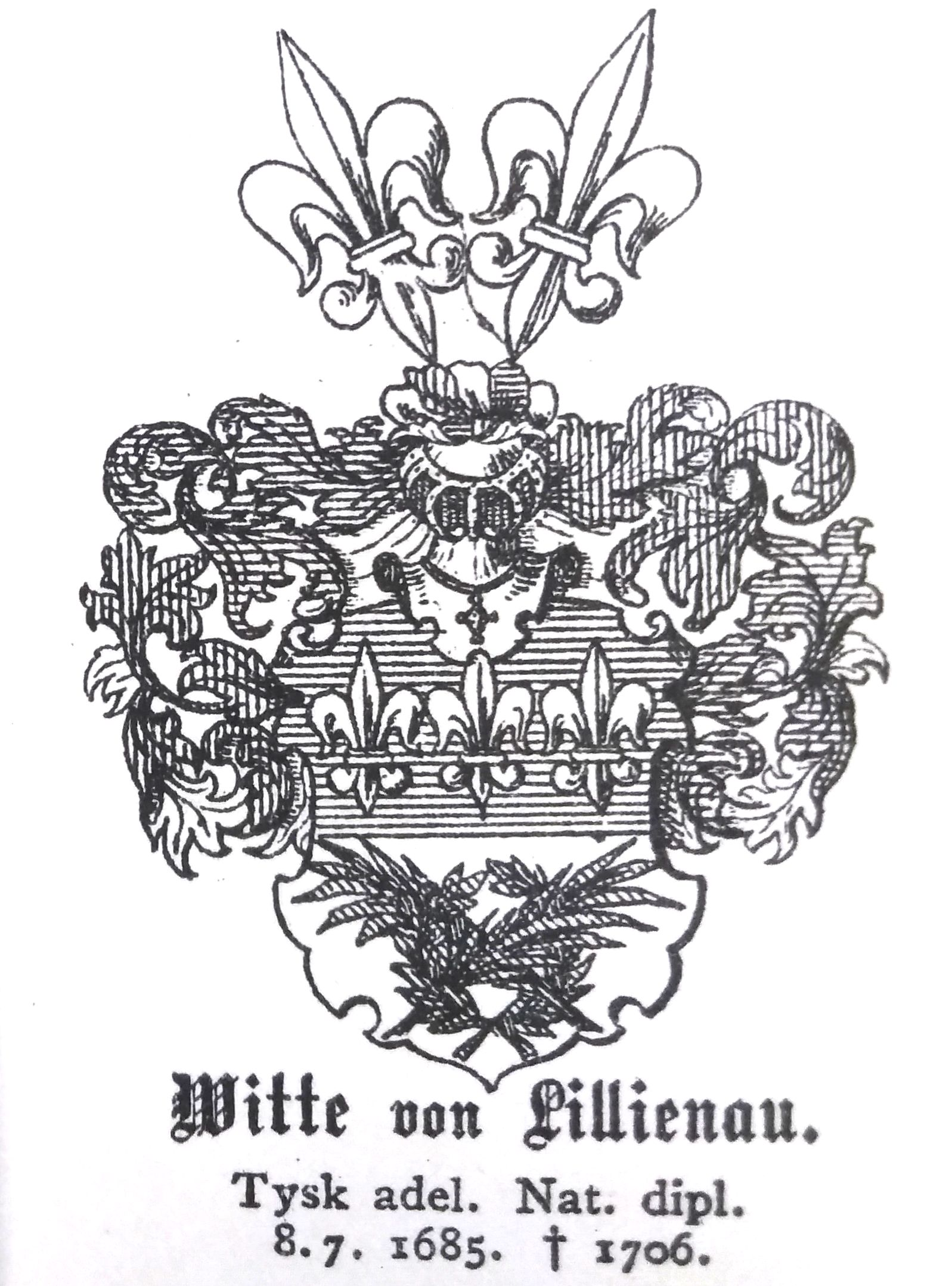
Witte von Lillienau (1685)